# Le due leggi
Le due leggi è una miniserie televisiva italiana, diretta da Luciano Manuzzi e ambientata a Civitavecchia.

## Trama
La fiction tratta il tema della crisi economica. Adriana Zanardi, interpretata da Elena Sofia Ricci, è una direttrice di banca quotidianamente alle prese con le difficoltà economiche delle persone che si presentano alla sua filiale per aprire un mutuo. La sua vita cambia dopo il suicidio di un imprenditore a cui la donna aveva rifiutato un prestito: da allora decide di aiutare i bisognosi riempiendo i loro conti correnti con le somme provenienti da quelli dei più ricchi.

## Ascolti
| n° | Prima TV Italia | Telespettatori | Share  |
| -- | --------------- | -------------- | ------ |
| 1  | 25 marzo 2014   | 4.614.000      | 17.01% |
| 2  | 26 marzo 2014   | 4.178.000      | 14.38% |

## Censura
Durante la post-produzione la fiction ha avuto alcuni problemi con la censura. La pellicola avrebbe infatti suscitato ire tra i vertici di alcuni istituti di credito, in quanto gli sceneggiatori del film-tv avevano usato il nome di società realmente esistenti. Per questo la produzione è stata costretta a rimontare alcune parti e ridoppiarle. Tutti questi problemi hanno fatto slittare la messa in onda della fiction di due settimane, facendola andare in onda il 25 e 26 marzo 2014 anziché l'11 e 12.